# Rorate

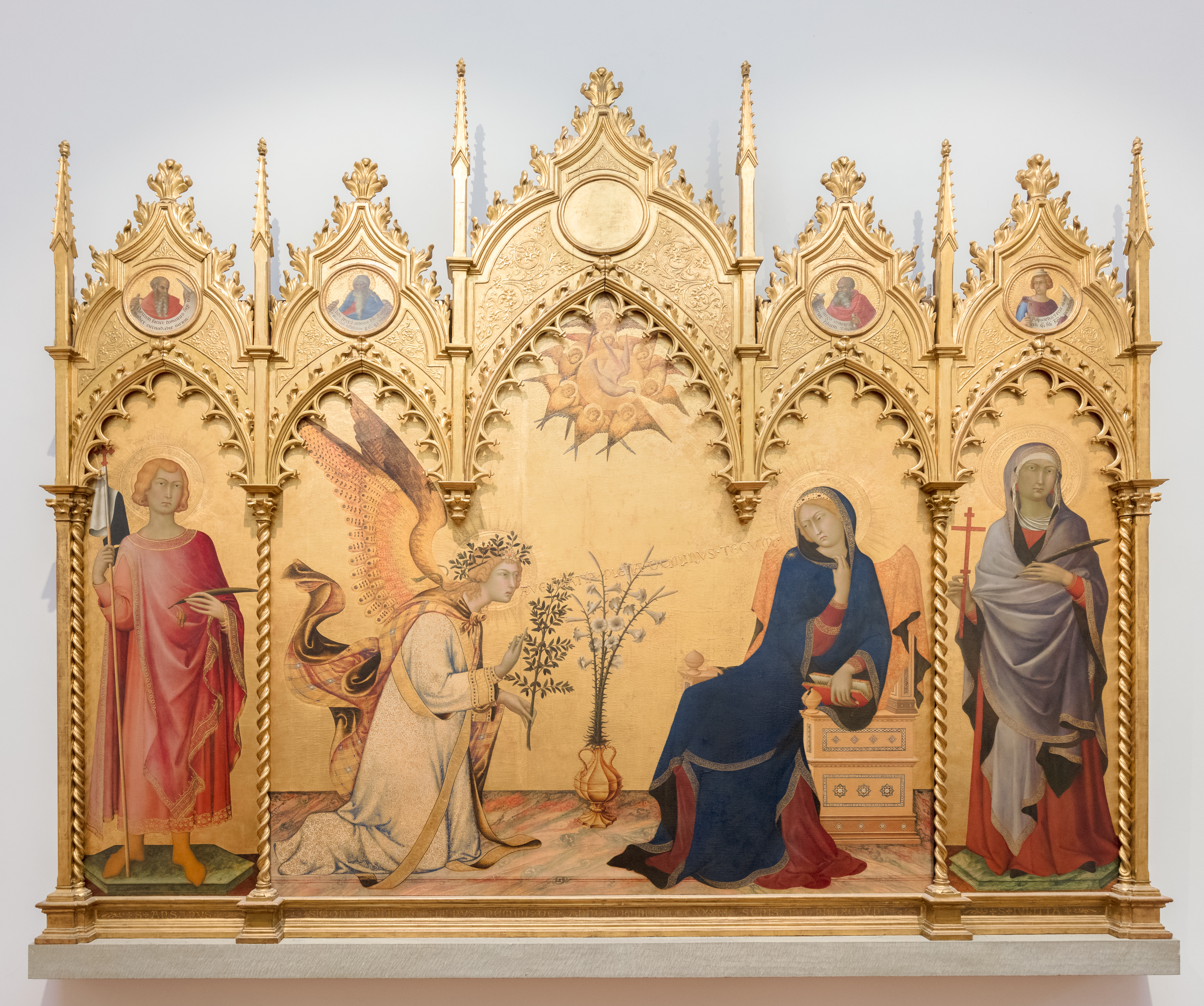
Angyali üdvözlet

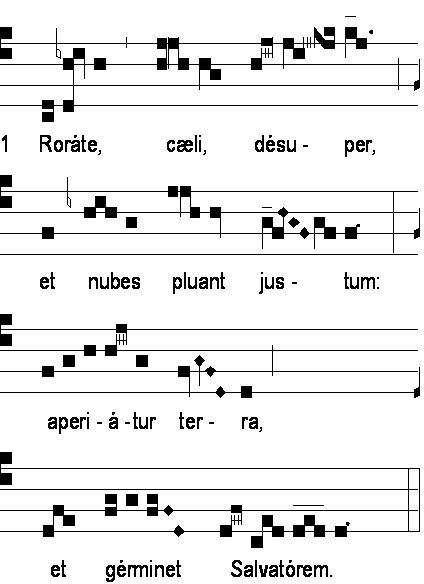
A Rorate gregorián kottája

A rorate vagy hajnali mise vagy angyalmise vagy aranyos mise a római katolikus egyházban advent első vasárnapjától karácsony első napjáig mindennap hajnalban tartott szentmise Szűz Mária tiszteletére és Jézus eljövetele utáni vágy kifejezésére, amelyet roraténak is neveznek, a mise bevezető szavai után: Rorate caeli de super… (harmatozzatok egek onnan felülről). Angyali misének is nevezik, mert az angyali üdvözlet nyilvános elmondásával fejeződik be, másrészt mert Mária evangéliumát és Gábriel arkangyal köszöntését foglalja magába.
Az egyháznak problémát jelentett a szokás, hogy a roratét a Gloriával és a Credóval végezték, ami a római katolikus szertartás adventfölfogásával ütközött. Ezért a Szentszék 1892-ben Pannonhalmának, 1958-ban pedig az Esztergom-Budapesti főegyházmegyének ősi szokására hivatkozva külön kiváltságként engedélyezte a hajnali misét.

## A miseének teljes szövege
Latinul:
Rorate caeli desuper, et nubes pluant iustum.
Ne irascaris Domine, ne ultra memineris iniquitatis: ecce civitas Sancti facta est deserta, Sion deserta facta est: Ierusalem desolata est: domus sanctificationis tuac et gloriae tuae, ubi laudaverunt te patres nostri.
Rorate caeli desuper, et nubes pluant iustum.
Peccavimus, et facti sumus tamquam immundus nos, et cecidimus quasi folium universi; et iniquitates nostrae quasi ventus abstulerunt nos: abscondisti faciem tuam a nobis, et allisisti nos in manu iniquitatis nostrae.
Rorate caeli desuper, et nubes pluant iustum.
Vide, Domini, afflictionem populi tui, et mitte quem missurus es, emitte Agnum dominatorem terrae, de petra deserti montem filiae Sion: ut auferat ipse iugum captivatis nostrae.
Rorate caeli desuper, et nubes pluant iustum.
Consolamini, consolamini, popule meus: cito veniet salus tua:. quare moerore consumeris, quia innovavit te dolor? Salvabo te, noli timere: ego enim sum Dominus Deus, tuus, Sanctus Israel, Redemptor tuus.
Rorate caeli desuper, et nubes pluant iustum.
Magyarul:
Harmatozzatok, magasságos egek, s a felhők hozzák az Igazat.
Ne haragudj ránk, Urunk, és ne emlékezzél többé gonoszságunkra; íme elhagyatottá lőn a Szentnek városa, pusztasággá Sion, és árván maradt Jeruzsálem, a Te szentségednek és dicsőségednek lakóháza, ahol atyáink téged dicsőítettek.
Harmatozzatok, magasságos egek, s a felhők hozzák az Igazat.
Vétkeztünk, s mint a tisztátalanok olyanná lettünk, s mint falevelek, földre hulltunk. Íme, gonoszságaink, mint a szélvész elsodornak minket; elrejtetted előlünk arcodat, és önnön gonoszságunk markába adtál minket.
Harmatozzatok, magasságos egek, s a felhők hozzák az Igazat.
Lásd meg, Urunk, a Te népednek sanyarúságát, és küldd el az Eljövendőt. Küldd el a Bárányt, a földkerekség Urát, küldd el a kősivatagból Sion leányának hegyéhez, hogy elvegye rólunk fogságunk igáját.
Harmatozzatok, magasságos egek, s a felhők hozzák az Igazat.
Vígasztalódjál, vígasztalódjál én népem! Hamar eljő üdvösséged. Miért merülsz a gyászba? Miért fog el ismét a fájdalom? Ne félj már! Megmentelek téged, mivel én vagyok a te Urad és Istened, Izrael Szentje, a te Megváltód.
Harmatozzatok, magasságos egek, s a felhők hozzák az Igazat.